# In Praise of Copying
In Praise of Copying (dt. Lob des Kopierens) ist ein Buch des kanadischen Anglisten Marcus Boon. Es erschien 2010 bei Harvard University Press und steht unter der Creative-Commons-Lizenz by-nc-sa (Namensnennung, nicht kommerziell, Weitergabe unter gleichen Bedingungen). Boon beschäftigt sich dabei philosophisch gegründet mit dem Wesen der Kopie. Ausgehend von Dekonstruktivismus und Mahayana-Buddhismus entwickelt er einen Standpunkt, der die westliche Unterscheidung zwischen Original und Kopie gegenstandslos macht. Kopien sind allgegenwärtig und integraler Bestandteil menschlichen Daseins, jedes Original ist auch Kopie, jede Kopie auch Original.
Rezensenten loben die Reichhaltigkeit des Materials, das Boon durchschreitet und den weiten Ausgriff auf die Philosophie. Trotz des komplexen Themas sei das Buch gut lesbar. Andererseits sei es seltsam, dass ein Buch, das so sehr auf Alltagspraktiken abstelle, sich in einem Duktus und Inhalt augenscheinlich nur an eine kleine akademische Elite wende. Seine Ableitungen seien des Öfteren sehr weiträumig, für die Beurteilung von konkreten Situationen in den heutigen Copyright Wars sei das Buch wenig hilfreich.

## Inhalt
Boon beschäftigte sich in seinem Buch mit Kopien, Plagiaten und dem Begriff des Originals. Ausgehend von der Beobachtung, dass Kopieren eine universell verbreitete, aber oft strafbewehrte und eingeschränkte Praxis ist, entwickelt er einen Standpunkt, der die Unterscheidung zwischen Kopie und Original für künstlich hält. Boon argumentiert in dem Buch, dass alles, was im Universum existiert, bereits eine Kopie ist, ebenso wie alles auch ein Original ist. Deshalb ist es auch unmöglich, eine Ethik des Kopierens zu schreiben, da es unmöglich ist, nicht zu kopieren. Die Unterscheidung zwischen Originalität und Kopie schafft eine künstliche Grenze, die so in Wahrheit nicht existiert. Kopien sind der Weg, auf dem sich das Universum manifestiert, selbst auf molekularem Niveau sind alle Sachen aus anderen Sachen gemacht. Selbst lernen geht nicht ohne andere zu kopieren.
Boon möchte explizit keine juristische Debatte um Urheberrechte führen, da diese die wichtigen Punkte ignorierten. Er stellt fest, dass die Struktur des Rechtssystems diese grundlegende Tatsache aber verschleiert und dass philosophische Begriffe wie Subjekt, Objekt, Unterschied und das Andere neu gedacht werden müssen, um das Wesen der Kopie zu verstehen. Dabei zieht er sowohl die Platonische Ontologie des Rechts zu Rate wie die buddhistische Idee der Nichtexistenz, Magie und Dekonstruktivismus.
Als anschauliches Beispiel für Original-Kopie-Verwirrung in der globalisierten Wirtschaft schildert er die Entstehung von Louis Vuitton-Taschen, die tagsüber als Originale aus einer chinesischen Fabrik kommen und nachts, gefertigt von denselben Arbeitern aus denselben Maschinen, als Fälschungen. Andere Beispiele, die er benutzt, sind Sampling-Praktiken im Hip-Hop und die Praxis von John Cage. Er geht auf unlizenzierte Erweiterungen des Harry-Potter-Universums ein, wie sie Fanfiction und professionelle Zusatzbände wie Harry Potter and the Hiking Dragon oder auch der belarussische Held Porri Gatter schaffen. aber auch Shakespeares freier Umgang mit den Werken Anderer oder die Malerwerkstätten der Renaissance. Direkt auf Boones Lehrmeister im tibetanischen Buddhismus geht die Anregung zurück, Space Mountain zu besuchen, um über die Unterscheidung von Original und Kopie nachzudenken.
Für Boon beinhaltet dieser Blick auf Kopien aber das Eingeständnis dessen, dass die Welt in ständiger Veränderung und Transformation ist. Da die menschliche Psyche nach sicheren Ankerpunkten verlangt, erfand sie die Unterscheidung in Kopie und Original, um mit dem Original eine unveränderliche Basis zu schaffen. Hier sieht er eine Kultur der Kontrolle manifestiert, der eine Kultur des Überflusses entgegensteht, wie sie Kopien schaffen können.
Die Unterscheidung zwischen (legitimem) Original und (illegitimer) Kopie entwickelte sich Boon zufolge aus der speziellen Entwicklung Westeuropas. Sie geht zurück auf philosophische Konzepte, die Plato und Aristoteles schufen. Insbesondere sieht Boon hier Platos Nominalismus am Werk, der die Idee eines unveränderlichen und unerreichbaren Originals in die westliche Philosophie einführte. Die Unterscheidung Original/Kopie ist in ihrer modernen Ausprägung durch das Urheberrecht aber eine Entwicklung des industriellen Kapitalismus. Diese Unterscheidung droht sich über die Kultur der Welt zu legen und damit andere Systeme der Reproduktion zu marginalisieren. Boon benutzt Beispiele von außereuropäischen Kulturen und insbesondere aus dem Buddhismus, um die Existenz eines Originals an sich in Frage zu stellen. Boon benutzt den Mahayana-Buddhismus und dessen Umgang mit Dualität, um eine seiner Meinung nach konstruktiveren Umgang mit der Unterscheidung Original/Kopie zu finden.
Boon schlägt vor, die Unterscheidung zwischen Kopie und Original wieder aufzuheben. Aktuelle Konflikte über geistige Eigentumsrechte würden die Veränderung im Weltbild anzeigen. Es wäre angebracht, Kopieren als selbstverständliche Praxis anzusehen und nicht so sehr als moralisches Defizit.

## Rezeption
Während eine Reihe von Publikationen für das breitere Publikum wie The New Yorker, The New Republic, CBC oder Taipei Times über das Buch berichteten, stellt Margaret Schilt vom Law Library Journal, dass dies kein Buch für den allgemeinen Interessenten an Urheberrechtsfragen sei, aber sehr gut für Fachleute und Wissenschaftler geeignet sei. Während Boon endlos wirkende faszinierende Gedanken und Beispiele bringt, seien seine Schlussfolgerungen schwach. Die ökonomische Realität in den Urheberrechtsauseinandersetzungen ignoriert er völlig und zeigt kaum auf, wie sein angestrebtes Ziel erreicht werden kann.
Für Amy Ione in Leonardo Online ist insbesondere die Einbeziehung des Buddhismus als philosophischer Angelpunkt über Urheberrecht und Kopieren originell, und das Buch zeichnet sich durch einen gut lesbaren Überblick über große Mengen an Material aus. Allerdings vergesse er über einzelne Beispiele des Öfteren den größeren gesellschaftlichen Zusammenhang, seine Beispiele selbst kommen fast ausschließlich aus Kunst und Literatur und würden Plagiatskonfliktfelder wie Wissenschaft und Lehre weitgehend außen vor lassen. Eine Kritik, der sich auch Jess Row in The New Republic anschließt: für Lehrende und andere, die heute täglich vor die Herausforderung gestellt sind, wann Kopieren ethisch vertretbar ist, enthält das Buch nichts. Auch wundert es ihn, dass ein Buch, das so sehr auf Volkspraktiken und Alltagshandeln eingeht, sich durch die zahlreichen Referenzen auf postmoderne Philosophie so sehr nur für eine kleine akademische Elite empfiehlt.
Mark Fisher in The Wire lobt die verständliche Sprache und staunt über die Weite des Materials und des Überblicks, bemängelt aber, dass fast alle der gemachten Beispiele schon bekannt und erforscht sind, während unbekanntere Episoden nur eine oberflächliche Betrachtung erhielten. Postmodern Culture lobt ebenfalls den reichhaltigen Gang durch die Kulturgeschichte, die er mit einsichtsvoller Lektüre seriösester Philosophie abwechselt.